# Ziekte van Pelizaeus-Merzbacher
De ziekte van Pelizaeus-Merzbacher is een zeldzame aandoening van het centraal zenuwstelsel die de coördinatie, de motorische en intellectuele functie aantast. De ernst van de ziekte is variabel.

## Beschrijving
De ziekte wordt gerekend onder de leukodystrofieën die de groei van de myelineschede aantasten. Myeline is de vetachtige substantie die de neuronen omgeeft. Deze laag fungeert als isolator en speelt een belangrijke rol bij de voortgeleiding van de zenuwimpuls. De ziekte van Pelizaeus-Merzbacher wordt veroorzaakt door een mutatie van het PLP1-gen dat gelegen is op de lange arm van het X-chromosoom. De locatie van het gen is Xq21-22. Dit PLP1-gen codeert voor een myeline-eiwit, genaamd proteolipideproteïne 1 (of PLP1). Het gros van de mutaties betreft de duplicatie van het volledige PLP1-gen.